# اقتصاد أذربيجان
أذربيجان هي واحدة من ست دول تركية مستقلة في منطقة القوقاز في أوراسيا. تقع في مفترق الطرق بين أوروبا الشرقية وآسيا الغربية، ويحدها بحر قزوين إلى الشرق وروسيا من الشمال وجورجيا إلى الشمال الغربي وأرمينيا إلى الغرب وإيران في الجنوب.

## الاقتصاد

### القطاع المصرفي
بعد حصولها على الاستقلال في عام 1991، أصبحت أذربيجان عضواً في صندوق النقد الدولي والبنك الدولي والبنك الأوروبي للتعمير والتنمية والبنك الإسلامي للتنمية وبنك التنمية الآسيوي. يتكون النظام المصرفي لأذربيجان من بنك أذربيجان المركزي والمصارف التجارية ومؤسسات الائتمان غير المصرفية. أُنشئ البنك الوطني (المركزي الآن) في عام 1992 إستناداً على بنك التوفير الأذربيجاني وهو أحد الشركات التابعة لمصرف توفير الدولة السابق للاتحاد السوفياتي. يخدم البنك المركزي بمثابة البنك المركزي في أذربيجان فهو مخوّل لإصدار العملة الوطنية (المانات الأذربيجاني) ويشرف على جميع المصارف التجارية. اثنان من البنوك التجارية الكبرى مملوكان للدولة وهما البنك الدولي الأذربيجاني والبنك العالمي المتحد المساهم.
وصلت معدلات التضخم في الربع الأول من عام 2007 نحو 16.6% مدفوعة بنمو الإنفاق والطلب. صعدت المدخول الإسمي والراوتب الشهرية بكل من 29% و 25% على التوالي، لكن ارتفاع الأسعار في قطاع الصناعة غير النفطية شجع التضخم في البلاد. تظهر أذربيجان بعض علامات «المرض الهولندي» بسبب النمو السريع والتزايد لقطاع الطاقة، والذي يسبب التضخم ويجعل من الصادرات غير الطاقة أكثر تكلفة.

## السياسة الاقتصادية

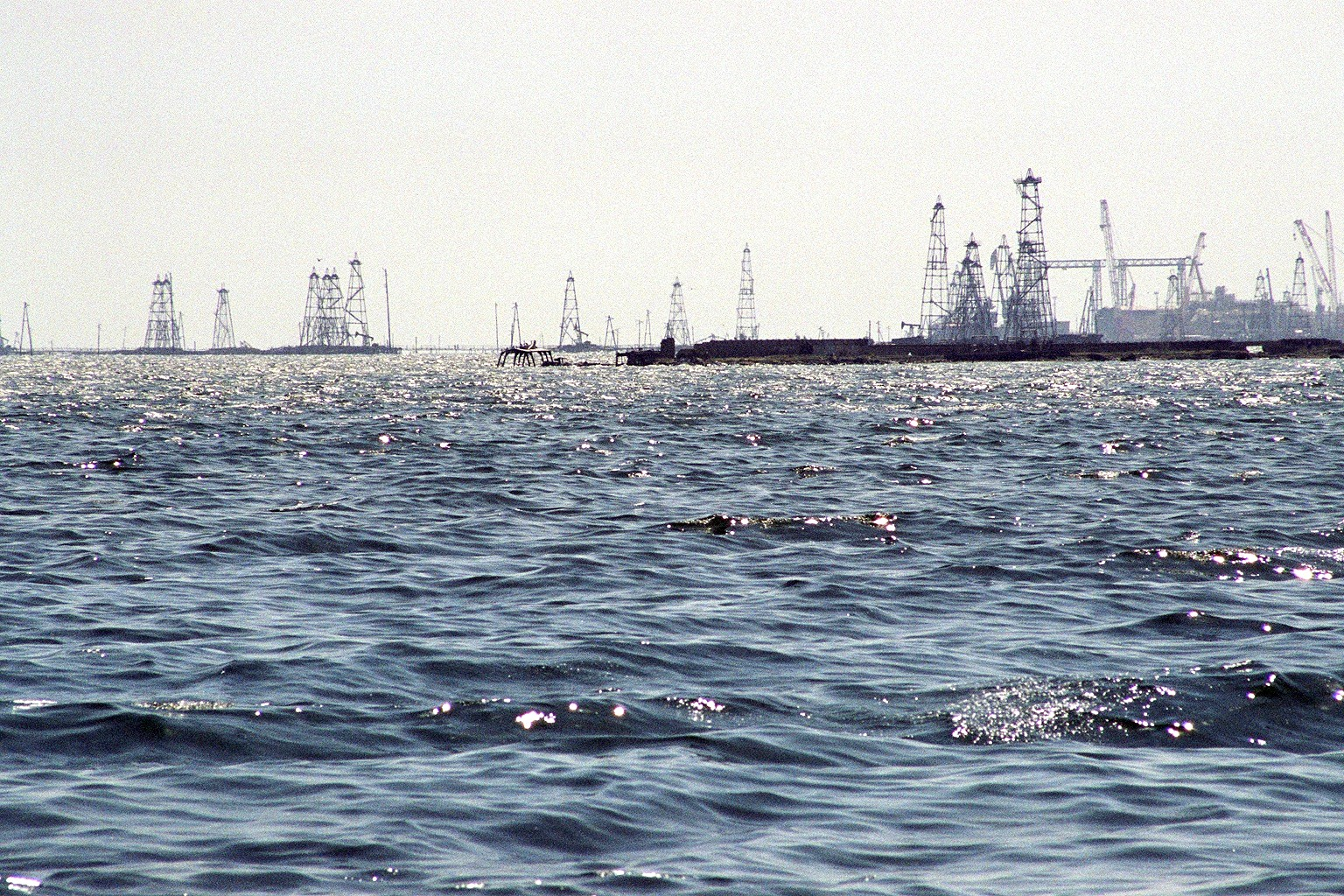
صخور النفط (نفت داشلاري): دور قطاع النفط في تحقيق أهداف السياسة الاقتصادية والتنمية المستدامة في أذربيجان

والأهداف الاستراتيجية للسياسة الاجتماعية - الاقتصادية الناجحة التي يتبعها رئيس جمهورية أذربيجان، السيد إلهام علييف، تتمثل في تشكيل اقتصاد وطني متنوع اجتماعيا ومتنوع مع علاقات السوق الحرة والتنمية الذاتية، وإدماج النظام الاقتصادي العالمي. وقد استمر تعزيز هذه السياسة، استنادا إلى منطق التنمية المستدامة والديناميكية، واستمر الاستقرار الاقتصادي الكلي، وتسارع تنويع الاقتصاد، وتنمية الحقول والمناطق غير النفطية، والاستخدام الكفء لاحتياطيات العملة الاستراتيجية، واستقرار العملة الوطنية، وتحسين موثوقية، إستراتيجية الاقتراض الخارجية المحافظة، دعم الدولة لريادة الأعمال، والرعاية الاجتماعية للسكان قد تحسنت باطّراد. ومن أجل التنفيذ المنهجي والمتسق للتدابير المتوخاة لتنويع الاقتصاد (3)، نفذت برامج خمسية في الفترة 2004-2013 من أجل تحقيق التنمية الاجتماعية - الاقتصادية في مناطق جمهورية أذربيجان مع المراسيم والمراسيم ذات الصلة الصادرة عن رئيس الدولة. وفي الوقت الراهن، فإن برنامج الدولة المعني بالتنمية الاجتماعية والاقتصادية في المناطق للفترة 2014-2018، البرنامج الحكومي للحد من الفقر والتنمية المستدامة في جمهورية أذربيجان للفترة 2008-2015، برنامج الدولة "وتمت الموافقة على عدد من البرامج الإنمائية القطاعية ونفذت بنجاح. وعلى مدى السنوات العشر الماضية (2003-2013) زاد الناتج المحلي الإجمالي في أذربيجان 3.4 مرة والقطاع غير النفطي - 2.7 مرة. وازدادت احتياطيات العملة الاستراتيجية للبلاد بمقدار 30 مرة لتصل إلى 50 مليار دولار. ونتيجة لتنفيذ تدابير هادفة، تحسنت رفاهية السكان تحسنا ملحوظا، وازدادت الإيرادات بمقدار 6.1 مرة و 1.2 مليون وظيفة. وخلال هذه الفترة، انخفض مستوى الفقر بنسبة 6 في المائة وانخفض معدل البطالة إلى 5.2 في المائة. وخلال هذه السنوات، تم استثمار 132 مليار $ في اقتصاد أذربيجان، وارتفعت التجارة الخارجية التجارة 6.4 مرة، والصادرات غير النفطية بنسبة 4.5 مرات. وفي الوقت الحالي، تبلغ حصة القطاع الخاص من الناتج المحلي الإجمالي 83 في المائة و 73.9 في المائة في العمالة. وخلال هذه الفترة، منح 19.4 ألف من موضوعات ريادة الأعمال قروض حكومية تفضيلية بقيمة 1.2 مليار مانات. وقد أتاحت هذه القروض خلق 000 113 فرصة عمل جديدة. وفي الفترة 2003-2013، ارتفعت إيرادات ميزانية الدولة بنسبة 14.2 مرة، وبلغت الإيرادات الضريبية 7.3 مرة، ونفقات ميزانية الدولة 13.9 مرة، وودائع السكان بنسبة 24 مرة، والأصول المصرفية 18 مرة.

## صناعة

### قطاع التعدين
ولدى أذربيجان موارد غنية جداً تحت الأرض. المصادر الرئيسية. النفط، الغاز الطبيعي، النحاس، ألونيت، الزنك، الرصاص، كبريتات، خام المعادن المتعددة، الزئبق، الموليبدينوم، خام الحديد، الباريت، الكوبالت، الزرنيخ، الرخام، الحجر الجيري، السيانيد، ملح التعدين والملح هو الملح. وباختصار، تعتبر أذربيجان خام المعادن والمواد الخام الصناعية
الموارد الطبيعية الغنية. في العصر السوفيتي، واستخدام الموارد الطبيعية هو أساسا قصيرة وطويلة الأجل مع مراعاة الاحتياجات. وقد حُرم بعض الذين لم تستغلهم الحكومة المركزية على نحو فعال من حقوقهم، وقد تم إغراق البعض منهم، أو أن يكونوا مثقلين بالاقتصاد. وتقدر احتياطيات الحديد بحوالي 200-250 مليون طن. تم إيقاف إزالة خام الحديد بعد انهيار الاتحاد السوفييتي. والسبب في ذلك هو رفض شراء الحديد بسبب انخفاض نوعية جورجيا، التي هي العميل الرئيسي. ومع ذلك، تهتم الشركات الألمانية والبريطانية بإعادة بناء خام الحديد. ويعتبر فيليز على نطاق واسع مصدرا يحتمل أن تكون قيمة لرواسب خام المعادن المتعددة الفلزات. وعلى الرغم من ارتفاع الودائع والاحتياطيات في الاحتياطي، إلا أنه لا يزال هناك أي استخدام. وقد تم التوصل إلى اتفاق مع المخترع الأمريكي رف في عام 1997 لاستخدام رواسب الذهب الغنية في أذربيجان. وطبقاً للاتفاق الذي استمر 25 عاما، ستستثمر الشركة الأمريكية حوالى 500 مليون دولار أمريكي لستة حقول ذهبية و 120 مليون دولار لتطوير المشروع، أي حوالي 620 مليون دولار . وتقع ودائع الذهب في جيديبي وأوردوباد وكالباجار تحت الاحتلال الأرمني. وتعتزم الشركة البدء في تشغيل الحقول اعتماداً على سعر الذهب في السوق العالمية. وعلى الرغم من وجود 100 ألف طن من احتياطيات حامض الكبريتيك، إلا أن السوق لم تكن متاحة، وتم تعليق إنتاج الفضة بقيمة مليون دولار بسبب عدم وجود مشترين. ولا تزال الحاجة إلى التحديث العاجل في صناعة التعدين هامة وهامة. وباختصار، تواجه أذربيجان العديد من التحديات في قطاع التعدين. إن تكنولوجيا إنتاج سلع التعدين في مرافق محدودة جدا هي وراء ذلك.

### الطاقة الكهربائية
وهناك ثماني محطات حرارية وست محطات لتوليد الطاقة الكهرمائية تستخدم 85 في المائة من طاقتها في أذربيجان. لم تكن مراكز توليد الطاقة السوفياتية هذه فعالة على المستوى المناسب بعد الاستقلال. ويتم إنتاج 82٪ من الكهرباء في أذربيجان، و 18٪ في محطات الطاقة الكهرومائية. ومنذ عام 1995، اتسع نطاق تحرير الأسعار ليشمل قطاع الطاقة، في حين ارتفعت أسعار الطاقة في جميع أنحاء البلد أيضا إلى الأسعار العالمية. كمية الكهرباء المنتجة في أذربيجان لا يمكن أن تلبي الاحتياجات. وعلى وجه الخصوص، تواجه الحاجة إلى الطاقة في فصل الشتاء صعوبات خطيرة. والسبب في عدم قدرة البلد على تلبية احتياجاته من الكهرباء هو بالمرافق الإنتاج. والتكنولوجيا والمعدات عفا عليها الزمن وعفا عليها الزمن. ومن ناحية أخرى، فإن فقدان الإنتاج يتزايد تدريجيا بسبب الافتقار إلى التوزيع السليم للطاقة. خسارة الإنتاج حوالي 15-20٪ من جميع الإنتاج. وتستورد أذربيجان الطاقة من روسيا وتركيا وإيران لتلبية احتياجات الطاقة. انضم إلى برنامج الاتحاد الأوروبي لبناء نظام موحد للطاقة مع أذربيجان وجورجيا وتركيا. ومن ناحية أخرى، أدخلت أذربيجان برنامجا للخصخصة لمعالجة الخسائر في قطاع الطاقة. وفي عام 1996، وقع رئيس الدولة حيدر علييف مرسوما بشأن إعادة تنظيم شركة أزرينرجي المملوكة للدولة، وهي شركة مجهولة الهوية والخصخصة في غضون خمس سنوات. وهناك مشكلة في إنتاج الكهرباء في أذربيجان. كما تعنى الدولة بالكفاءة في إنتاج وتوريد الكهرباء للكهرباء والتوصيل الفني وتوزيع النفط والغاز الطبيعي لتلبية احتياجاتها، بالإضافة إلى مشاكل في تحصيل رسوم الطاقة، ولا سيما باكو وسومغيت وعلي بيرملي ومينغاشيفير تم تسليم الشبكات الكهربائية إلى القطاع الخاص من أجل إدارة طويلة الأجل. وقد تم تسليم الكهرباء في باكو، نتيجة لمناقصة تسليم رسوم المشروع في كانون الأول / ديسمبر 2000، تم توزيع الكهرباء في 7 تشرين الثاني / نوفمبر 2001 بالمرسوم الذي وقعه رئيس الدولة ابتداء من عام 2002، وهي شركة تركية هي شركة بارمك القابضة "المدرج في البورصة. وفي وقت لاحق، أدارت شركة بارمك القابضة الشبكة الكهربائية في باكو ومناطقها الشمالية، ولكن العقد مع بيفا، الذي يسيطر على مناطق أخرى، ألغي وعادت شبكات الكهرباء في هذه المناطق إلى أزيرينرجي، وهي شركة مملوكة للدولة. منذ عام 2007، تم تشغيل النظام الكهربائي في باكو من قبل شبكة الكهرباء باكو، سومغايت وقد دعمت بعض المشاريع إعادة بناء قطاع الطاقة في أذربيجان. ويتم إدارة المدينة من قبل سومغايت الشبكة الكهربائية. وفي حين أن للمستثمرين الأجانب دورا كبيرا في هذا، يبدو أن اهتمامهم بهذا القطاع ليس قويا كما هو الحال في قطاع النفط. وقد تم الانتهاء من بناء محطة ينيكند للطاقة الكهرومائية في مايو 2002. وبعد إعادة بناء محطة الطاقة الكهرومائية على نهر كور في مينغاشيفير، التي تكلف 41 مليون دولار، حدثت زيادة كبيرة في إمكانات الطاقة. وفي كانون الأول / ديسمبر 2000، بدأ تشييد محطة للطاقة الشمالية لبناء السفن بقيمة 201 مليون دولار بالقرب من باكو. الشركات اليابانية ميتسوي وميتسوبيشي، الأيسلندية أب والشركة التركية تمل بوروفا هي المقاولين من الباطن في هذا المشروع لتكون قادرة على العمل.

## الزراعة
قطاع الزراعة والثروة الحيوانية هو أهم قطاع يمكن أن يكون فعالا في التنمية الاجتماعية والاقتصادية في أذربيجان بين القطاعات غير النفطية. وتتيح المناطق الزراعية الغنية والمناخات المناخية المتنوعة في أذربيجان أن تنمو منتجات واسعة النطاق وعالية الجودة.

### العنب
مرة واحدة في أذربيجان، واحدة من أكثر المناطق نموا في الزراعة زراعة الكروم. صنع النبيذ وصنع النبيذ كان مكانا خاصا في القطاع الزراعي خلال الحقبة السوفياتية. وبحلول عام 1990 كان هناك 000 275 هكتار من مزارع الكروم في البلد. وتم حصاد حوالي مليوني طن من العنب سنويا. وأسفرت مكافحة إدمان الكحول خلال عهد غورباتشوف عن تدمير 000 150 هكتار من كروم العنب في أذربيجان.

## الطاقة

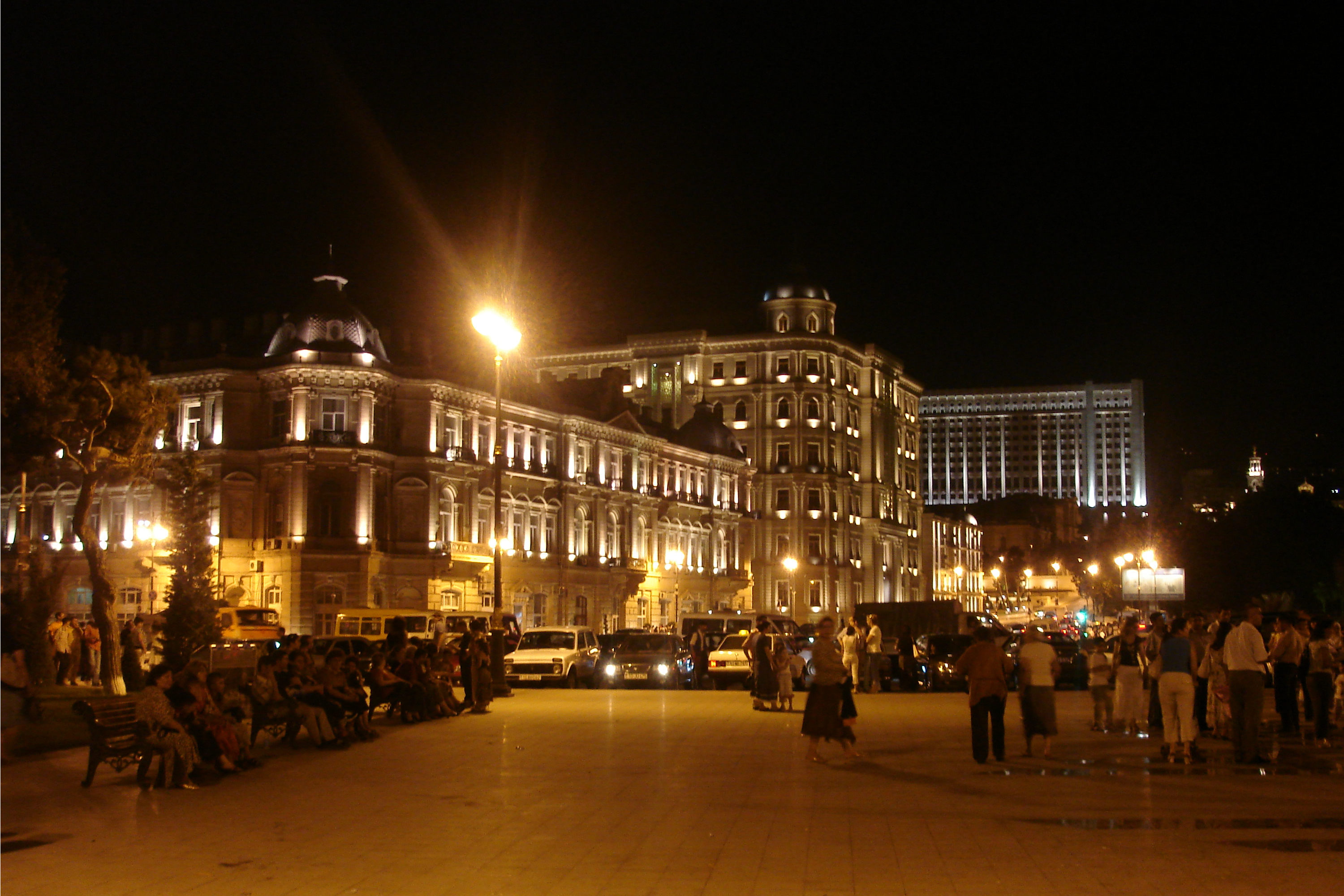
ساحة أزنفط في قلب باكو، وسميت تيمناً بشركة أزنفط التاريخية.

ثلثا أذربيجان غني بالنفط والغاز الطبيعي. تمتلك منطقة القوقاز الصغرى أغلب مخزون البلاد من الذهب الفضة الحديد النحاس التيتانيوم الكروم المنغنيز الكوبالت والموليبدنوم والخامات المركب والإثمد. في سبتمبر 1994، تم توقيع عقد لمدة 30 عاماً بين شركة النفط الحكومية لجمهورية أذربيجان (سوكار) و13 من شركات النفط من بينها أموكو وبي بي وإكسون موبيل ولوك أويل وشتات أويل. لكون شركات النفط الغربية قادرة على الاستفادة من حقول النفط في المياه العميقة التي لم يستطع السوفيات الوصول إليها، تعتبر أذربيجان واحدة من أهم المواقع في العالم للتنقيب عن النفط. في الوقت نفسه تم تأسيس صندوق النفط الحكومي بوصفه صندوقا من خارج الميزانية لضمان استقرار الاقتصاد الكلي والشفافية في إدارة عائدات النفط والحفاظ على الموارد للأجيال المقبلة.
كذلك بدأت البلاد إنتاج بعض المنتجات المستورة سابقاً من الخارج في مصانع محلية (من بينها كوكا كولا بواسطة شركة كوكا كولا المحدودة، والبيرة من قبل باكي كاستل والباركيه بواسطة شركة نهير وأنابيب النفط عن طريق شركة يوبيك).
أذربيجان أيضاً مركز اقتصادي هام لنقل المواد الخام. تم تشغيل خط أنابيب باكو-تبليسي-جيهان في مايو 2006 ويمتد لأكثر من 1774 كيلومتر عبر أراضي أذربيجان وجورجيا وتركيا. تم تصميم خط أنابيب جيهان لنقل ما يصل إلى 50 مليون طن من النفط الخام سنوياً وينقل النفط من حقول بحر قزوين إلى الأسواق العالمية. خط أنابيب جنوب القوقاز، يمتد أيضاً عبر أراضي أذربيجان وجورجيا وتركيا وبدأ تشغيله في نهاية عام 2006 ويقدم امدادات إضافية من الغاز إلى السوق الأوروبية من غاز حقل شاه دنيز. يتوقع أن يصل إنتاج حقل شاه دنيز إلى 296 مليار متر مكعب من الغاز الطبيعي سنوياً. تلعب أذربيجان أيضاً دوراً رئيسياً في مشروع طريق الحرير الذي يرعاه الاتحاد الأوروبي.
في عام 2008، استشهد بأذربيجان باعتبارها واحدة من أفضل 10 إصلاحيين حسب تقرير البنك الدولي لممارسة أنشطة الأعمال:
تعتزم شركة أزيريغاز، وهي شركة فرعية عن شركة النفط الحكومية في أذربيجان ضمان تحويل البلاد للاعتماد على الغاز بحلول عام 2021.

### القطاع الزراعي
في بداية سنة 2007 كان هناك 4,755,100 هكتاراً من المساحة الزراعية المستغلة. في العام نفسه وصلت موارد الخشب الإجمالية عند 136 مليون متر مكعب. تركز معاهد البحوث العلمية الزراعية في أذربيجان على المروج والمراعي والبستنة والمحاصيل شبه الاستوائية والخضار الخضراء وزراعة الكروم وصناعة النبيذ وزراعة القطن والنباتات الطبية. في بعض الأراضي قد يكون مربحاً زراعة الحبوب والبطاطس والشمندر السكري والقطن والتبغ. تتركز صناعة صيد الأسماك في بحر قزوين على المخزونات المتناقصة من سمك الحفش والبيضاء. في عام 2002 بلغ الأسطول التجاري البحرية في أذربيجان 54 سفينة.

### السياحة
السياحة جزء مهم من الاقتصاد الأذربيجاني. تمتلك البلاد وفرة واسعة من مناطق الجذب الطبيعية والثقافية تجعل منها وجهة جذابة للزوار. كانت البلاد منطقة سياحية معروفة في الثمانينات، ومع ذلك، فإن حرب ناغورني كاراباخ خلال التسعينات أصابت صناعة السياحة بالشلل وأثرت سلباً على صورة أذربيجان كوجهة سياحية.
لم يكن حتى بداية القرن الحالي أن بدأت صناعة السياحة في استعادة عافيتها وشهدت البلاد ارتفاع معدلات النمو في عدد الزيارات السياحية.
وضعت حكومة أذربيجان تطوير البلاد كوجهة سياحية على رأس الأولويات. وهي إستراتيجية وطنية لجعل السياحة من أهم إن لم يكن أكبر مساهم منفرد في الاقتصاد الأذربيجاني.
- معالم وأماكن الأماكن السياحية في باكو أفضل 20 مكان ! سالي زهران

الأماكن السياحية في باكو أذربيجان الأماكن السياحية في باكو أذربيجان يمكنك زيارتها أفضل 22 مزار سياحي جمعناها لكم بالصور يمكنكم زيارتها في خلال 4 أيام من أفضل الأماكن التي أعجبتنا قصر الشروانشاهانيين .